# Transantiaguinos
Transantiaguinos es una serie chilena, creada por el director de cine chileno Nicolás López y el productor asturiano Miguel Asensio y emitida por Canal 13 durante 2008.
La serie pretendía contar de manera cómica la realidad que deben vivir los habitantes de Santiago de Chile, desde que se implementó el 10 de febrero de 2007 en la ciudad, el cambio de sistema de transporte público Transantiago, el cual causaba trastornos y destrucción en los hábitos de vida de los santiaguinos en la época de emisión de la serie. Es realizada con cámara fija delegando los cambios de planos a la actuación. La serie fue recibida negativamente por el público, debido principalmente a sus guiones considerados muy mediocres en la época, sumado a ello la poca calidad de las interpretaciones de los gags. Su bajo rating es prueba de ello.
Por si fuera poco, durante su primeros días de emisión, Nicolás Larraín, parte de la filial de Cuatro Cabezas en Chile, inició una demanda en contra de la serie, ya que supuestamente habría sido copiada de la franquicia Camera Café emitida por Mega. La intención de demanda nunca llegó a nada. La música del show fue creada por el grupo chileno Picnic Kibun. El tema de los créditos finales es Todo nos parece una mierda de Astrud.
La serie fue retransmitida por 13C hasta 2012.

## Elenco
- Adriano Castillo - Don Mario Cobretti (kioskero).
- Carolina de Moras - Andrea Valdivieso (estudiante de Medicina/promotora).
- Ramón Llao - Tomás Valdés (empresario fracasado).
- Alison Mandel - Nataly "Naty" Montes (escolar).
- Nicolás Martínez - Rolando Tapia (vendedor charlatan).
- Carolina Paulsen - Nieves Figueroa (asesora del hogar).
- Guilherme Sepúlveda - Ximeno Villareal (joven paranoico y enfermizo).

## Episodios
| Temporada         | Episodios | Primera transmisión | Última transmisión |
| ----------------- | --------- | ------------------- | ------------------ |
| Primera temporada | 36        | 1 de enero de 2008  | 3 de marzo de 2008 |